# بارغايغي
بارغايغي (بالليغورية: Bargaggi) هي بلدية تقع في مدينة ميتروبوليتان جنوة في منطقة لغرية، إيطاليا، وتبعد حوالي 14 كيلومتر (9 ميل) شمال شرق جنوة في فال دي لينترو [الإيطالية]، تتشارك بلدة بارغايغي على حدود البلديات التالية: دافاجنا وجنوة ولومارزو وسوري الايطالية.

## المعالم السياحية الرئيسية
- بيفي سانتا ماريا أسونتا، التي يعود تاريخها إلى عام 935، وهي احد أقدم المدن في منطقة ليغوريا.